# Micrósporo
Em botânica, chama-se micrósporo ao esporo masculino das espermatófitas, as plantas que produzem sementes e corresponde ao grão de pólen.
O esporo feminino denomina-se megásporo e corresponde à "célula-mãe" do óvulo.
Esta denominação vem do facto destas plantas apresentarem alternância de gerações, entre uma fase diplóide, o esporófito - que produz esporos haploides que, por sua vez, dão origem às células sexuais, os gâmetas.
Os nomes megásporo e micrósporo derivam das diferentes dimensões relativas destes esporos, normalmente menores os masculinos.
Os micrósporos e os megásporos surgem respectivamente dos microsporângios e megasporângios, estes últimos sendo estruturas diploides. 
Ver também a importância destes esporos nas estratégias de reprodução das plantas.